# Dean Računica
Dean Računica (* 5. Dezember 1969 in Šibenik, SFR Jugoslawien) ist ein ehemaliger kroatischer Fußballspieler und aktueller -trainer.

## Karriere
Der 176 cm große Mittelfeldspieler begann seine Karriere bei seinem Heimatklub HNK Šibenik. Sein erster Großklub war Hajduk Split, wo er 1994 kroatischer Meister wurde und anschließend zu Casino Salzburg nach Österreich wechselte. Mit den Salzburgern wurde er österreichischer Meister und Supercupsieger und nahm auch an den Qualifikationsspielen zur UEFA Champions League teil. 1997 kehrte er zu Hajduk Split zurück, 1999 wagte er noch einmal den Sprung ins Ausland zu Hapoel Tel Aviv. Von Israel wechselte er anschließend für ein Jahr zu Chongqing Lifan nach China. Računica, der auch zweimal in der Nationalmannschaft aufgestellt wurde, beendete seine Karriere im Jahr 2004 wegen eines entdeckten Herzfehlers.